# Il segreto di Joe Gould (film)
Il segreto di Joe Gould è un film del 2000 diretto da Stanley Tucci e scritto da Howard A. Rodman, tratto dall'omonimo libro di Joseph Mitchell.